# Haliris aequacostata
Haliris aequacostata är en musselart som först beskrevs av Howard 1950.  Haliris aequacostata ingår i släktet Haliris och familjen Verticordiidae. Inga underarter finns listade i Catalogue of Life.